# Pulau-pulau Sangkarang
Pulau-pulau Sangkarang är öar i Indonesien.   De ligger i provinsen Sulawesi Selatan, i den centrala delen av landet, 1 400 km öster om huvudstaden Jakarta.